# Agylla fusciceps
Agylla fusciceps là một loài bướm đêm thuộc phân họ Arctiinae, họ Erebidae.